# Raszków
Raszków is een stad in het Poolse woiwodschap Groot-Polen, gelegen in de powiat Ostrowski. De oppervlakte bedraagt 1,77 km², het inwonertal 2043 (2005).